# 韦斯特菲尔德 (艾奥瓦州)
韋斯特菲爾德（英語：Westfield）是一個位於美國愛荷華州普利茅斯縣的城市。

## 地理
韋斯特菲爾德的座標為42°45′21″N 96°36′15″W / 42.75583°N 96.60417°W，而該地的平均海拔高度為345米（即1132英尺）。

## 人口
根據2010年美國人口普查的數據，韋斯特菲爾德的面積為0.34平方千米，當中陸地面積為0.34平方千米，而水域面積為0.00平方千米。當地共有人口132人，而人口密度為每平方千米388人。